# Prefectura Fukuoka
Prefectura Fukuoka (福岡県 Fukuoka-ken?) este una din prefecturile din Japonia.

## Geografie

### Municipii
Prefectura cuprinde 28 localități cu statut de municipiu (市):
| - Asakura - Buzen - Chikugo - Chikushino - Dazaifu - Fukuoka (centrul prefectural) - Fukutsu | - Iizuka - Itoshima - Kama - Kasuga - Kitakyūshū - Koga - Kurume | - Miyama - Miyawaka - Munakata - Nakama - Nōgata - Ogōri - Ōkawa | - Ōmuta - Ōnojō - Tagawa - Ukiha - Yame - Yanagawa - Yukuhashi |